# Lee Chae-yeon
Lee Chae-yeon (koreanisch 이채연, geboren am 11. Januar 2000 in Nonsan, Provinz Chungcheongnam-do), auch bekannt unter Chaeyeon (koreanisch 채연), ist eine südkoreanische Sängerin der vierten K-Pop-Generation, Tänzerin, Schauspielerin, Entertainerin und MC. Sie war Mitglied der südkoreanischen Girlgroup IZ*ONE. Chaeyeon debütierte am 12. Oktober 2022 als Solokünstlerin mit dem Mini-Album Hush Rush. Der offizielle Fanclub-Name lautet Chaerish.

## Biografie
Lee Chae-yeon wurde in Südkorea geboren und wuchs in Yongin, Provinz Gyeonggi-do auf. Ihr Vorname Chae-yeon bedeutet „Das Licht auf der Erde“. Sie hat zwei jüngere Schwestern, die um 1 Jahr jüngere Lee Chae-ryeong (Chaeryeong von Itzy) und die 6 Jahre jüngere Lee Che-min.
Chaeyeon besuchte die Seocheon Elementary School und die Seocheon Girls Middle School in Seocheon-eup sowie die Seocheon High School in Yongin. Chaeyeon war Tänzerin an der KYW Dance School.
Gemeinsam mit ihrer Schwester Chaeryeong hatte sie im August 2012 ein Vorsprechen bei Fantagio Entertainment und beide wurden dort Trainees.
Am 24. November 2013 schloss sich Chaeyeon gemeinsam mit ihrer Schwester Chaeryeong als Kandidatin der SBS-Reality-Show K-Pop Star 3 an. Beide kamen zwar nicht ins Finale, erhielten aber Ende Mai 2014 bei JYP Entertainment einen Ausbildungsvertrag als Trainee und verließen Fantagio Entertainment.
Am 5. Mai 2015 nahm Chaeyeon gemeinsam mit ihrer Schwester Chaeryeon als Kandidatin an der Girlgroup-Auswahlshow SIXTEEN teil. Die Show wurde von ihrer Agentur JYP Entertainment veranstaltet. Aus dieser Show entstand die Girlgroup Twice. Chaeyeon schied in Episode 3 der Show aus. Später verließ sie JYP Entertainment und wechselte 2017 zu WM Entertainment.
Am 11. Mai 2018 wurde veröffentlicht, dass Chaeyeon als Trainee für WM Entertainment an der Reality-Show Produce 48 von Mnet teilnehmen würde. Die Auswahlshow lief in 12 Episoden vom 15. Juni bis 31. August 2018. In der Endrunde erreichte Chaeyeon den 12. Platz, womit sie als Main Dancer, Lead Vocalist und Lead Rapper Mitglied der Girlgroup IZ*ONE wurde. Die Gruppe debütierte am 29. Oktober 2018 mit dem Mini-Album Color*Iz. Nach dem Auslaufen ihres Vertrags löste sich IZ*ONE am 29. April 2021 auf und Chaeyeon kehrte als Trainee zu WM Entertainment zurück.

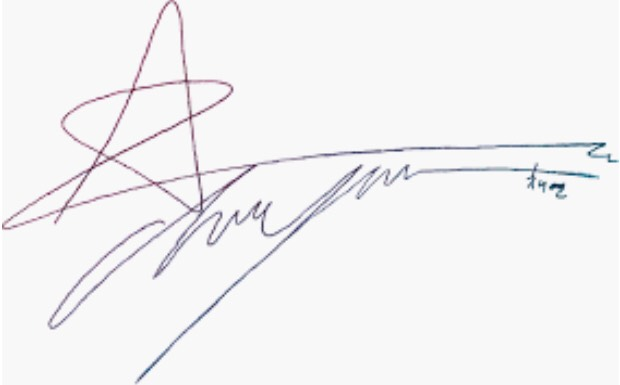
Chaeyeons Unterschrift

### Karriere als Sängerin
Chaeyeon debütierte am 29. Oktober 2018 als Mitglied von IZ*ONE.
Am 15. September 2022 wurde veröffentlicht, dass Chaeyeon im Oktober 2022 als Solokünstlerin debütieren würde. Am 12. Oktober 2022 debütierte sie als Solistin mit dem Mini-Album Hush Rush. Am gleichen Tag wurde von WM Entertainment das zugehörige Musikvideo auf YouTube veröffentlicht.
Am 21. März 2023 wurde veröffentlicht, dass Chaeyeon mit ihrem Solo-Comeback zurückkehren würde. Am 12. April 2023 wurde ihr Mini-Album Over The Moon veröffentlicht und sie führte ihren neuen Titelsong Knock in der Yes24 Live Hall in Seoul auf. Zeitgleich wurde das Musikvideo Knock auf YouTube eingestellt. Am 10. Mai 2023 stieg Knock auf Platz 21 der Melon Top 100-Charts. Am 17. August 2023 wurde bekannt gegeben, dass Chaeyeon ihr erstes Single-Album veröffentlichen würde. Am 6. September 2023 wurde das Album The Move: Street zusammen mit dem Musikvideo zum Titelsong Let’s Dance veröffentlicht.
Am 13. Januar 2024 veranstaltete Chaeyeon ihr erstes Fantreffen UNI-CHAERISH. Das zweiteilige Fantreffen fand im Hauptauditorium des Unjeong Green Campus der Sungshin Women’s University in Seoul statt, Teil 1 um 14:00 Uhr und Teil 2 um 19:00 Uhr. Das Fan-Treffen wurde parallel live über den Streamingdienst FLNK (seit 14. Januar 2025 b.stage+) übertragen. Am 10. März 2024 wurde bekannt gegeben, dass Chaeyeon ihr erstes Fantreffen außerhalb Südkoreas abhalten würde. Am 1. Mai 2024 veranstaltete Chaeyeon ihr zweites Fantreffen UNI-CHAERISH IN HONG KONG (das erste außerhalb Südkoreas) im MacPherson-Stadion in Hongkong.
WM Entertainment kündigte am 18. Juni 2024 die Veröffentlichung eines neuen Chaeyeon-Albums an. Die Bekanntgabe erfolgte mit dem Teaser-Video LEE CHAE YEON 3RD MINI ALBUM “The beginning of SHOWDOWN” auf Chaeyeons YouTube-Kanal. Am 1. Juli 2024 wurde auf YouTube das Highlight-Medley-Video LEE CHAE YEON (이채연) THE 3RD MINI ALBUM 'SHOWDOWN' HIGHLIGHT MEDLEY veröffentlicht. In diesem Musikvideo übernahm Chaeyeon die Choreografie des Videotitels Standing On My Own. Am 3. Juli 2024 veröffentlichte sie ihr drittes Mini-Album Showdown zusammen mit dem Musikvideo zum Titelsong Don‘t. Erstmalig beteiligte sich Chaeyeon an der Planung des Albums, schrieb als Co-Autorin den Text von Don’t, als Hauptautorin den Text des Songs Dreaming und choreografierte das Musikvideo Don’t. Aus ihrem Album Showdown wurde der Song Standing On My Own am 15. Juli 2024 als Musikvideo auf YouTube veröffentlicht.
Am 11. Juni 2025 erschien der von Chaeyeon gesungene OST Here I Stay, am 3. Juli 2025 der OST Just You zum K-Drama Fresh Romance.

### Karriere als Schauspielerin
Am 15. April 2025 wurde veröffentlicht, dass Chaeyeon ihre erste Hauptrolle als Cheong-a im Aufklärungsdrama Let’s Dance erhalten hätte. Der Film wurde am 18. April auf KBS1 ausgestrahlt und am 9. Mai auf dem YouTube-Kanal KBS WORLD TV veröffentlicht.
Am 11. Juni 2025 wurde mitgeteilt, dass Chaeyeon die Hauptrolle der Yoo Chae-rin im 8-teiligen K-Drama Fresh Romance verkörpert. Die Serie wurde vom 12. Juni bis 3. Juli 2025 wöchentlich auf den OTT-Plattformen WAVE, TVING und WATCHA veröffentlicht.
WM Entertainment gab am 11. August 2025 bekannt, dass Chaeyeon die Hauptrolle der Kim Yoo-jung im K-Drama Love Coding: Time Loop of Death übernehmen würde.

### Karriere als Entertainerin
Am 12. Juli 2021 wurde Chaeyeon als Teilnehmerin an Mnets TV-Tanzwettbewerb Street Woman Fighter bestätigt. Am 24. August 2021 startete die Show. Chaeyeon war Mitglied der Tanzgruppe WANT. In der 6. Folge schied die Gruppe aus und belegte in der Gesamtwertung Platz 7. Am 18. September 2021 wurde veröffentlicht, dass Chaeyeon und E-Tion von ONF als Moderatoren für die Beauty-Show Get It Beauty K-Box ausgewählt wurden. Ab dem 28. September 2021 wurden auf tvN D die Episoden gesendet. Am 29. September 2021 wurden Chaeyeon und die ehemaligen IZ*ONE-Mitglieder Jo Yu-ri und Kang Hye-won als Moderatoren der neuen Webshow Adola Travel Agency: Cheat-ing Trip bestätigt. Die Reise-Reality-Show wurde ab dem 5. Oktober 2021 über die Live-App LG U+ veröffentlicht.
Am 24. April 2023 bestätigte Mnet, dass Chaeyeon Teilnehmer der Reality-Wettbewerbsshow Queendom Puzzle sein würde. Am 19. Mai 2023 wurde bekannt gegeben, dass sich Chaeyeon aus der Show zurückzieht. Von Mnet wurden auch die Episoden gesendet, die sie vor ihrem Ausstieg gedreht hatte. Seit dem 4. Oktober 2023 ist sie MC der Beauty-Sendungen Beauty Eureka und Beauty Eureka Season 2 von KBS Joy.
Chaeyeon fungierte vom 17. Januar 2024 bis 10. Juli 2024 auf dem YouTube-Kanal „Studio USOG“ als alleiniger MC für die 22-teilige Talkshow Inssadong Sulzzi.
Durch ihre Erfahrungen in der Mädchen-Fußballmannschaft in ihrer Girls Middle School nahm Chaeyeon im Mai 2024 an der SBS-Fußball-Reality-Show „Girls Who Hit Goals“ teil. Sie war Spielerin in der Mannschaft „FC Top Girl“.

### Karriere als Model
Chaeyeon wurde als Model für Fotoserien in folgenden Magazinen gebucht:
- THE BIG ISSUE Korea (südkoreanisches Lifestyle-Magazin), Ausgabe November 2021[57][58]
- DISPATCH Dipe (südkoreanisches Online-Magazin), Ausgabe 13. April 2023[59]

### Karriere als Werbemodel
Am 6. Dezember 2021 veröffentlichte die Busan Tourism Organization auf ihrem offiziellen YouTube-Kanal einen Teaser zu einem Werbevideo für die Stadt Busan. Am 13. Dezember 2021 wurde das Werbedrama Outsiders Dating Prohibition Act mit Chaeyeon und Chani von SF9 auf dem YouTube-Kanal des Unternehmens veröffentlicht.

### Karriere als YouTuberin
Seit dem 21. September 2022 hat Chaeyeon ihren eigenen YouTube-Kanal. Dort teilt sie Vlogs, Musik- und Tanzvideos.

## Fanclub
Chaerish (koreanisch 채리쉬) ist der offizielle Name des Fanclubs von Chaeyeon. Der Name wurde von ihr am 11. Januar 2023 bekannt gegeben. Der Name ist eine Kombination aus Chaeyeon und „schätzen“ und hat drei Bedeutungen: 1. Chaerish repräsentiert diejenigen, die Chaeyeon schätzen 2. diejenigen, die Chaeyeon am meisten schätzt 3. diejenigen, die Chaeyeon tief in ihrem Herzen schätzen wird. Die Fanclub-Farbe hat Chaeyeon von ihrer Zugehörigkeit zu IZ*ONE übernommen. Diese Farbe ist ein heller Cyan-Ton (Blue-mint), den Chaeyeon offiziell als Chaenmerald bezeichnet. Die Mitgliedschaft im Fanclub gilt ca. ein Jahr und ist kostenpflichtig.

## Diskografie
- Siehe auch: IZ*ONE

### EPs
| Jahr | Titel Musiklabel               | Höchstplatzierung, Gesamtwochen, AuszeichnungChartsChartplatzierungen (Jahr, Titel, Musiklabel, Platzierungen, Wochen, Auszeichnungen, Anmerkungen) | Anmerkungen                            |
| Jahr | Titel Musiklabel               | KR | Anmerkungen                            |
| ---- | ------------------------------ | --- | -------------------------------------- |
| 2022 | Hush Rush WM Entertainment     | KR10 (1 Wo.)KR | Erstveröffentlichung: 12. Oktober 2022 |
| 2023 | Over the Moon WM Entertainment | KR9 (2 Wo.)KR | Erstveröffentlichung: 12. April 2023   |
| 2024 | Showdown WM Entertainment      | KR26 (2 Wo.)KR | Erstveröffentlichung: 3. Juli 2024     |

### Single-Alben
| Jahr | Titel Musiklabel                  | Höchstplatzierung, Gesamtwochen, AuszeichnungChartsChartplatzierungen (Jahr, Titel, Musiklabel, Platzierungen, Wochen, Auszeichnungen, Anmerkungen) | Anmerkungen                             |
| Jahr | Titel Musiklabel                  | KR | Anmerkungen                             |
| ---- | --------------------------------- | --- | --------------------------------------- |
| 2023 | The Move: Street WM Entertainment | KR11 (1 Wo.)KR | Erstveröffentlichung: 6. September 2023 |

### Singles
| Jahr | Titel Album                  | Höchstplatzierung, Gesamtwochen, AuszeichnungChartsChartplatzierungen (Jahr, Titel, Album, Platzierungen, Wochen, Auszeichnungen, Anmerkungen) | Anmerkungen                |
| Jahr | Titel Album                  | KR | Anmerkungen                |
| ---- | ---------------------------- | --- | -------------------------- |
| 2022 | Hush Rush                    | — | Erstveröffentlichung: 2022 |
| 2023 | Knock Over the Moon          | KR26 (18 Wo.)KR | Erstveröffentlichung: 2023 |
| 2023 | Let’s Dance The Move: Street | — | Erstveröffentlichung: 2023 |
| 2024 | Don’t Showdown               | — | Erstveröffentlichung: 2024 |

### Musikvideos
- 2022: Hush Rush[20]
- 2023: Knock[23]
- 2023: Let’s Dance[26]
- 2024: Don’t[35]
- 2024: Standing On My Own[36]
- 2025: Here I Stay[37]
- 2025: Just You[38]

## Filmografie
Fernsehsendungen
- 2013–2014: K-Pop Star 3[68]
- 2015: Sixteen[69]
- 2018: Produce 48[70]
- 2021: Street Woman Fighter[47]
- 2023: Queendom-Puzzle (Teilnahme abgebrochen),[50] Beauty Eureka[52]
- 2024: Beauty Eureka Season 2,[53] Girls Who Hit Goals[56]
- 2025: Let’s Dance (Hauptrolle: Cheong-a)[40]

Serien
- 2025: Fresh Romance (Hauptrolle: Yoo Chae-rin)[43]

Webshows
- 2021: Adola Travel Agency: Cheat-ing Trip (Staffel 1 und 3),[71] Get It Beauty K-BOX[72]
- 2024: Insadong Sulzzi[52]